# Цзюнь Хон Чон
Цзюнь Хон Чон (16 квітня 1990, Перак, Малайзія) — малайзійська стрибунка у воду, срібна призерка ОЛімпійських ігор 2016 року.

## Виступи на Олімпіадах
| Олімпіада   | Дисципліна                                | Місце |
| ----------- | ----------------------------------------- | ----- |
| Лондон 2012 | стрибки з 3-метрового трампліна           | 20    |
| Лондон 2012 | синхронні стрибки з 3-метрового трампліна | 8     |
| Ріо 2016    | стрибки з 3-метрового трампліна           | 21    |
| Ріо 2016    | синхронні стрибки з 3-метрового трампліна | 5     |
| Ріо 2016    | синхронні стрибки з 10-метрової вишки     | 2     |